# Doug McClelland
Doug McClelland (South Shields, 30 november 1949) is een Engelse golfer. Zijn enige overwinning op de Europese PGA Tour was in Nederland.

## Levensloop
McClelland was goed in allerlei balsporten maar besloot zich toe te leggen op golf en werd in 1969 professional. Hij won het Dutch Open in 1973, toen het op de Koninklijke Haagsche Golf & Country Club werd gespeeld. Het prijzengeld was £ 2.800. Dat jaar verloor hij de finale van de Benson & Hedges Matchplay op de Hillside Golf Club aan Neil Coles en werd hij 7de bij het Viyella PGA-kampioenschap dat door Peter Oosterhuis gewonnen werd. Vanaf 1999 mocht hij op de Europese Senior Tour spelen, maar dat deed hij slechts eenmaal.
McClelland werd Director of Golf van de Silvermere Golf Club in Cobham, Surrey. Hij trouwde met een Amerikaanse en was daarna vaak in de Verenigde Staten. Daar ontdekte hij het concept van de grote discount golfwinkels. Hij nam het concept mee naar Engeland en opende The Doug McClelland Golf Superstore in Cobham in 1983.

## Gewonnen
- 1973: Dutch Open
- 1980:  Southern Professional Championship in Eastbourne
- 1981:  Southern Professional Championship in Eastbourne
- 1982: Sunningdale Foursomes met Neil Coles